# دام بهایی
دام بهایی، روستایی از توابع بخش کشکوئیه شهرستان رفسنجان در استان کرمان ایران است.

## جمعیت
این روستا در دهستان راویز قرار دارد و براساس سرشماری مرکز آمار ایران در سال ۱۳۸۵، جمعیت آن ۱۰ نفر (۴خانوار) بوده‌است.